# Павловка (Славгородський округ)
Па́вловка (рос. Павловка) — село у складі Славгородського округу Алтайського краю, Росія.

## Населення
Населення — 149 осіб (2010; 187 у 2002).
Національний склад (станом на 2002 рік):
- росіяни — 60 %